# Třída Takacuki
Třída Takacuki byla třída protiponorkových torpédoborců Japonských námořních sil sebeobrany. Skládala se ze čtyř jednotek, provozovaných v letech 1967–2003. Torpédoborce nesly velmi silnou protiponorkovou výzbroj, naopak proti hladinovým a vzdušným cílům mohly použít pouze své 127mm kanóny. Tento nedostatek byl u prvních dvou jednotek odstraněn modernizací. Modernizace druhého páru se neuskutečnila.

## Stavba
Všechny čtyři torpédoborce této třídy postavila japonská loděnice Mitsubishi Heavy Industries v Kobe.
Jednotky třídy Takacuki:
| Jméno             | Založení kýlu      | Spuštěna        | Vstup do služby | Status                                                           |
| ----------------- | ------------------ | --------------- | --------------- | ---------------------------------------------------------------- |
| Takacuki (DD-164) | 8. října 1964      | 7. ledna 1966   | 15. března 1967 | vyřazen 16. srpna 2002                                           |
| Kikuzuki (DD-165) | 15. března 1966    | 25. března 1967 | 27. března 1968 | vyřazen 6. listopadu 2003                                        |
| Močizuki (DD-166) | 25. listopadu 1966 | 15. března 1968 | 25. března 1969 | od 1. srpna 1995 pomocná loď (ASU-7019), vyřazen 19. března 1999 |
| Nagacuki (DD-167) | 2. března 1968     | 19. března 1969 | 12. února 1970  | vyřazen 1. dubna 1996                                            |

## Konstrukce

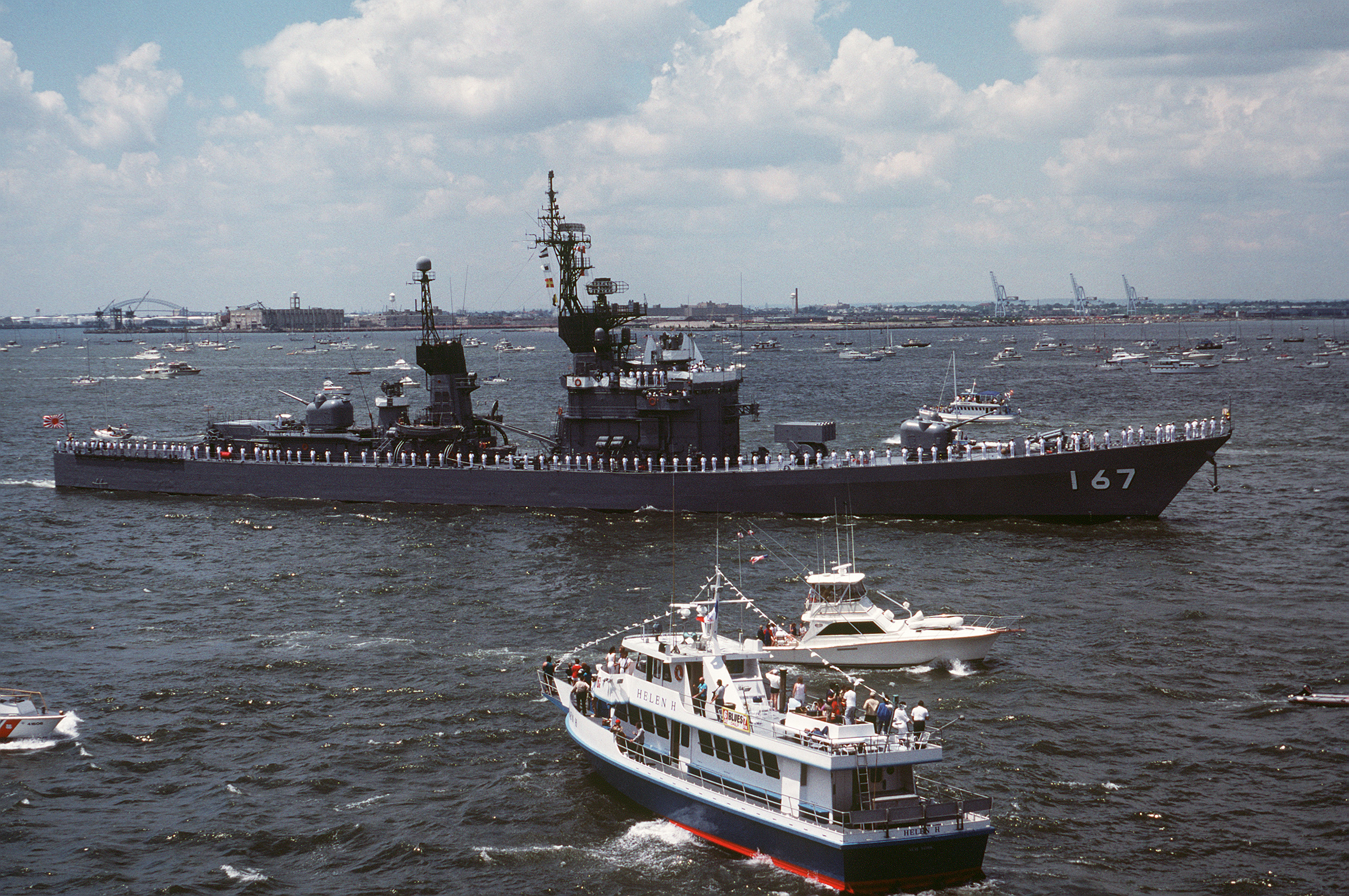
Nagacuki (DD-167)

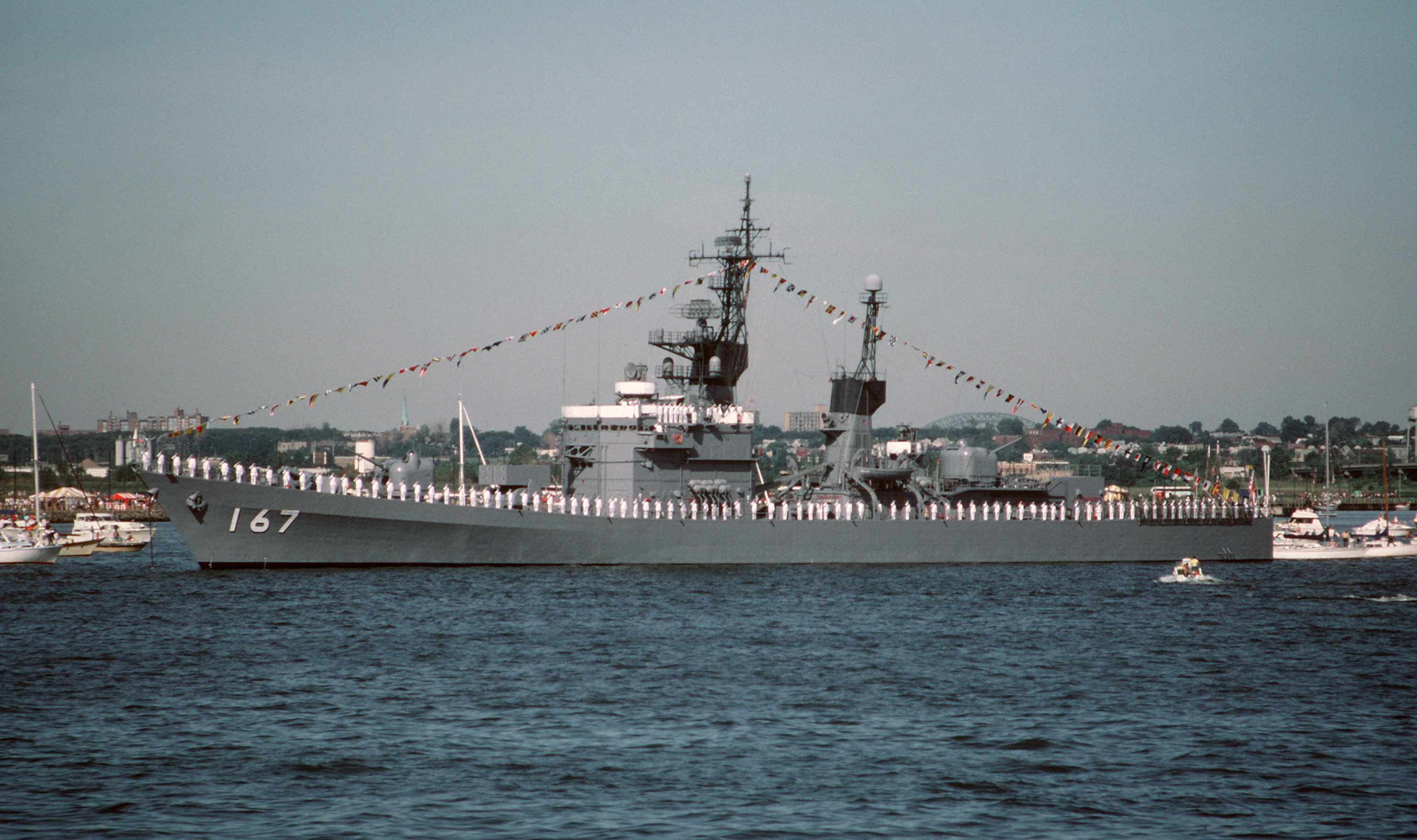
Nagacuki (DD-167)

Po dokončení hlavňovou výzbroj tvořily dva 127mm kanóny. Velmi silná byla protiponorková výzbroj – jeden osminásobný vrhač raketových torpéd ASROC, jeden čtyřhlavňový 375mm protiponorkový raketomet Bofors a dva trojhlavňové 324mm torpédomety. Na zádi byla navíc plošina pro tři protiponorkové vrtulníky DASH (ze všech byla odstraněna roku 1977). Torpédoborce nesly trupový sonar SQS-23 (druhý pár novější OQS-3). Pohonný systém tvořily dvě převodové turbíny a dva kotle. Výkon poonu byl 60 000 shp. Nejvyšší rychlost dosahovala 32 uzlů.

### Modernizace
Takacuki a Kikuzuki byly během služby výrazně modernizovány. Nejprve v letech 1970 a 1972 dostaly sonar s měnitelnou hloubkou ponoru SQS-35J. V letech 1984–1986 byla zesílena výzbroj proti hladinovým a vzdušným cílům. Na zádi byl instalován osminásobný kontejner protiletadlových řízených střel Sea Sparrow. Zadní dělovou věž nahradil 20mm kanónový systém bodové obrany Phalanx CIWS a plavidla získala také dva čtyřnásobné kontejnery protilodních střel Boeing Harpoon. Příďový sonar byl nahrazen modernějším OQS-3 a vlečený sonar SQS-35J typem SQR-18A. Kvůli nárůstu standardního výtlaku o 150 tun rychlost torpédoborců poklesla o jeden uzel.